# Fuochi (raccolta)
Fuochi (titolo originale: Feux) è un libro scritto da Marguerite Yourcenar e pubblicato nel 1936. Si tratta di una raccolta di prose liriche scritte nel 1935 che la stessa autrice non avrebbe mai voluto far leggere, come dice nell'incipit. Il tema ricorrente è la ricerca dell’anima umana messa al rogo da un amore non ricambiato, una crisi passionale che coinvolge in prima persona la trentaduenne Marguerite, innamorata perdutamente del suo editore, André Fraigneau, che a sua volta è innamorato di altri uomini. 

## Storia editoriale
La prima edizione del libro uscì nel 1936, presso l'editore Grasset. Nel 1957, il libro fu pubblicato per le Edizioni Plon. Il 2 novembre 1967, l'autrice firmava una prefazione piuttosto articolata all'opera, la quale veniva inserita nell'edizione del 1974, sulla Nouvelle Revue Française. Le traduzioni, tutte posteriori al 1974, si basano su quest'ultima versione.

## Struttura dell'opera
Il libro si articola in una prefazione di Marguerite Yourcenar, seguita da una dedica a Hermes. Le prose liriche, di estensione ridotta, sono completate da alcune frasi in cui l'autrice esprime pensieri rivolgendosi a qualcuno, come in un dialogo senza risposte.

## Le prose

### Fedra o Della disperazione

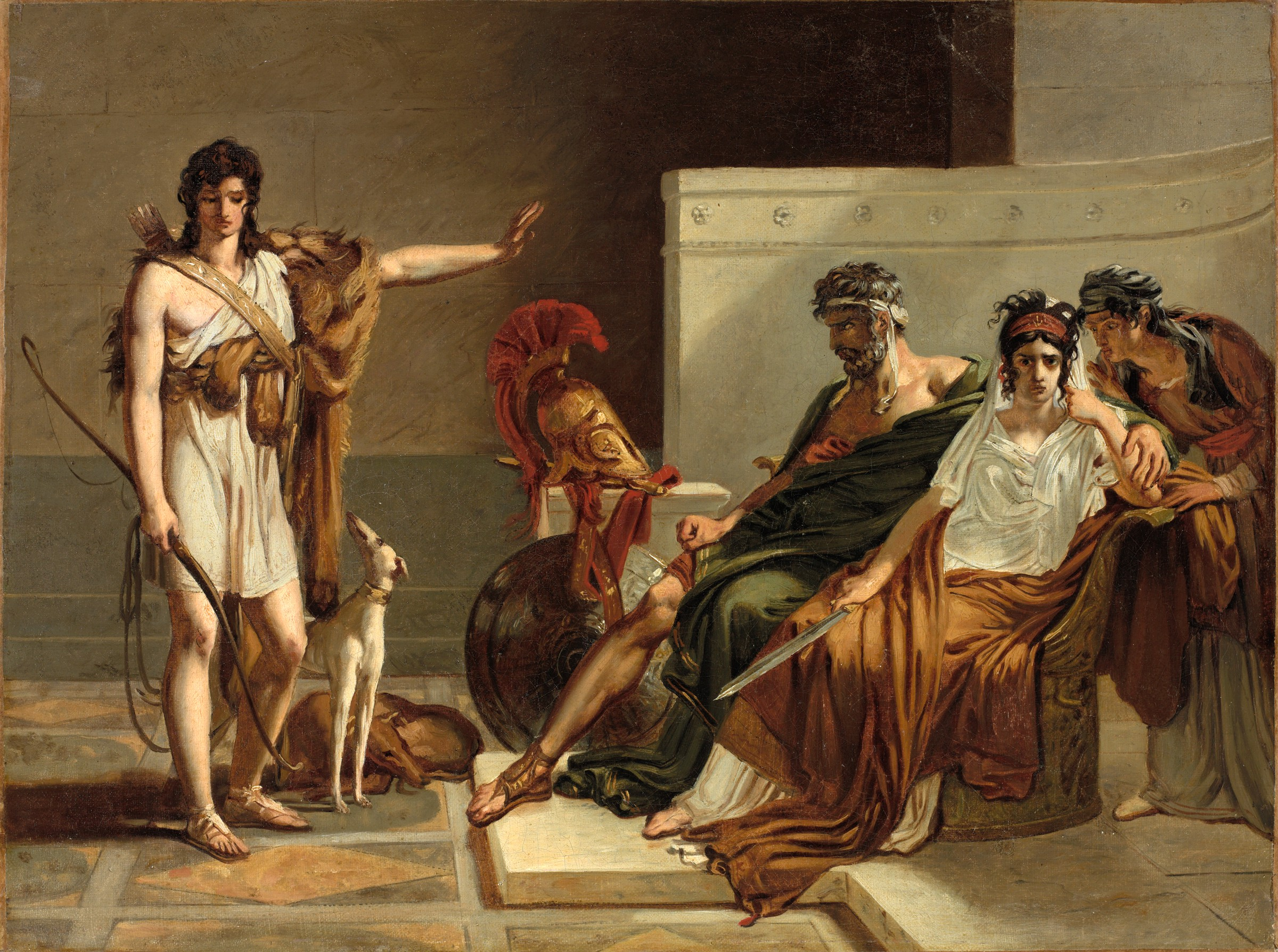
Fedra e Ippolito, di P.-N. Guérin

Fedra è una fuggitiva; si allontana dalla madre, invaghita di un toro, e dalla sorella, immersa nella solitudine. Il viaggio di questa donna (proveniente da una famiglia in cui il crimine è norma) va verso occidente e conduce a un matrimonio senza amore, con un figlio da allevare e indirizzare all'odio. Matrigna e figliastro non possono amarsi, le convenzioni di questa isola tropicale trasudante corruzione non lo consentono. È per questo che lei, dopo aver spinto Ippolito a odiarla, inscena lo stupro e attua il suicidio. Lui le deve la morte, lei molto di più: gli è debitrice del viaggio di ritorno, descritto come una metropolitana infetta, tramite la quale si ritrova al punto di partenza, al labirinto di Cnosso, con il filo di Arianna avvolto attorno al cuore innamorato. E forse, Fedra ringrazia.

### Clitennestra o Del crimine
Clitemnestra racconta davanti alla corte che dovrà giudicarla per l'omicidio del marito Agamennone gli eventi avvenuti. Ella narra di aver dedicato la propria vita, fin dall'infanzia, a quello che sarebbe divenuto suo consorte, ma Agamennone non le ha mai restituito quella considerazione devota che Clitemnestra riversava in lui. È in un senso di vuoto, nell'attesa del suo ritorno, che ha trascorso il tempo in cui il marito era in guerra a Troia. Nonostante abbia provato a sopperire all'assenza del marito, sia sostituendosi a lui nelle responsabilità, sia accompagnandosi all'amante Egisto, Agamennone era insostituibile. Ma anche al suo ritorno - assieme a una concubina straniera -, Clitemnestra - nonostante egli sappia, fattole sapere anonimamente da lei, dei tradimenti - gli era completamente indifferente. È però invecchiata, nel corso degli anni: prima aveva progettato di suicidarsi per essere tenuta in considerazione almeno una volta dal marito, poi, resasi conto che non avrebbe sortito alcun effetto, ha optato per ucciderlo, con l'aiuto di Egisto, e ha messo in atto l'omicidio mentre egli è nella vasca da bagno da lei preparatagli. Tuttavia, Clitemnestra racconta alla giuria che Agamennone è ritornato, lo vede in prigione, la tormenta nei sogni, ed è convinta che la sua presenza la seguirà anche nell'aldilà.

## Edizioni
- Marguerite Yourcenar, Feux, Grasset, Paris c1935 (stampa 1936).
- Marguerite Yourcenar, Feux, Plon, Paris c1957; Nouvelle revue française, Gallimard, Paris c1974; ISBN 2070733122.
- Marguerite Yourcenar, Feux, Collection L'imaginaire, Gallimard, Paris c1974 stampa 2007 ISBN 978-2070784578.
- Marguerite Yourcenar, Feux, Gallimard, Paris 2013.

## Edizioni in italiano
- Marguerite Yourcenar, Fuochi, traduzione di Maria Luisa Spaziani, Bompiani, Milano 1984
- Marguerite Yourcenar, Fuochi, Bompiani, Milano 1986 ISBN 88-452-4899-2
- Marguerite Yourcenar, Opere, vol. 1: Romanzi e racconti, Milano: Bompiani, 1986 (contiene: Alexis o il trattato della lotta vana; Il colpo di grazia; Moneta del sogno; Memorie di Adriano; L'opera al nero; Anna, soror...; Un uomo oscuro; Una bella mattina; Fuochi; Novelle orientali)
- Marguerite Yourcenar, Fuochi, I Grandi Tascabili Bompiani, Milano 1993 ISBN 88-452-2102-4
- Marguerite Yourcenar, Fuochi, I Grandi Tascabili Bompiani, Milano 1999 ISBN 88-452-4284-6
- Marguerite Yourcenar, Fuochi, traduzione di Maria Luisa Spaziani, Bompiani, Milano 2011 ISBN 978-88-452-4899-3

## Principali traduzioni
- (EL)  Phōties, Marguerite Yourcenar, trad. Iōannas D. Chatzēnikolē, ©1981.
- (ES)  Fuegos, Marguerite Yourcenar, trad. Emma Calatayud, Ediciones Alfaguara, Madrid 1982 ISBN 8420422177
- (PT)  Fogos, Marguerite Yourcenar; trad. Martha Calderaro; Nova Fronteria, Rio de Janeiro 1983
- (IT)  Fuochi, Marguerite Yourcenar, trad. Maria Luisa Spaziani, Bompiani, Milano 1984
- (SR)  (HR)  Vatre, Marguerite Yourcenar; trad. Jovica Aćin, Gradina, Niš 1984
- (JA)  火 : 散文詩風短篇集 Marguerite Yourcenar; trad. Chimako Tada, Hakusuisha, Tōkyō 1992 ISBN 4560043051
- (EN)  Fires, Marguerite Yourcenar, trad. Doris Katz, Univ. of Chicago Press, Chicago 1994 ISBN 0226965287
- (PT)  Fogos, Marguerite Yourcenar; trad. Maria da Graça Morais Sarmento, DIFEL, Carnaxide, Portugal 1995.
- (DE)  Feuer, Marguerite Yourcenar; trad. di Rolf Soellner; Hedda Soellner, Carl Hanser Verlag, München 1996 ISBN 3446142924
- (HR)  Vatre, Marguerite Yourcenar; trad. Dijana Machala, Zagrebačka naklada, Zagreb 2002 ISBN 9536996049
- (RU)  Kostry = Feux, Marguerite Yourcenar; trad. Ol'gi Kusmovoy, Inapress, Cankt-Peterburg 2003 ISBN 5871351409
- (SL)  Ognji, Marguerite Yourcenar; trad. Suzana Koncut, Litera, Maribor 2004 ISBN 9616422405
- (CA)  Focs, Marguerite Yourcenar, trad. Montserrat Gallart, March, Barcelona 2007 ISBN 8496638081
- (TR)  Ateşler, Marguerite Yourcenar; trad. Sosi Dolanoğlu, Metis, İstanbul 2013 ISBN 9753421540